# François-Gédéon Reverdin
Pour les articles homonymes, voir Reverdin.
François-Gédéon Reverdin, né à Genève le 15 mai 1772 et mort à Cologny le 12 octobre 1828, est un peintre, dessinateur, graveur et enseignant suisse.

## Biographie
François-Gédéon Reverdin est le fils de Jean Antoine Reverdin et de son épouse Élisabeth Munier. D'abord élève de Georges Vannières à l'École de dessin de la Société des arts de Genève en 1784, il poursuit ses études artistiques à Paris en entrant en 1794 à l'École des beaux-arts de Paris dans l'atelier du peintre Jacques-Louis David, jusqu'en 1796. Il y obtient une médaille en 1796. Il participe aux Salons parisiens de 1806 et de 1808 en y envoyant des portraits.
Plus tard, à Paris, il est le mentor de sa compatriote Amélie Munier-Romilly selon les lettres de celle-ci à Firmin Massot. Il demeure au numéro 15 de la rue du Sentier à Paris. Le 23 novembre 1808, à la mairie du 3e arrondissement de Paris, il épouse Esther Gros, née à Genève, fille de François Gros et d'Élisabeth Dunant. De leur union naît en 1809 un garçon qu'ils prénomment Adolphe.
En 1816, Reverdin est appelé par la Société des arts de Genève qui lui offre le poste de directeur de l'école de dessin qu'occupait avant son décès son ancien professeur, Georges Vannières, ainsi que le poste de conservateur des collections de cette même école. En 1826, il s'attaque à la réforme de l'enseignement mais meurt avant d'avoir achevé sa réforme. Il est l'auteur de plusieurs recueils de gravures et d'un cours complet d'études pour la figure.
Il possède son propre atelier, et donne des cours privés de dessin. Il confiera cet atelier à son cami Étienne-Jean Delécluze, condisciple rencontré dans l'atelier de Jacques-Louis David.

## Publications
- Cours complet d'études pour la figure : d'après les plus beaux modèles de l'antiquité et les tableaux des grands maîtres, édité par l'auteur, plusieurs éditions entre 1805 et 1830

## Collections publiques
- Musée d'art et d'histoire de Genève :
  - Cabinet des estampes
  - Cabinet des dessins
- Paris, Bibliothèque nationale de France : Département des estampes et de la photographie

## Élèves
- Adolphe Lullin (1780-1806)
- Charles-Louis Guigon (1807-1882)

## Expositions
- 2007 : Genève, musée Rath, « La Gravure d’après François-Gédéon Reverdin. Itinéraire d’un Genevois dans l’École de David »[5].

## Iconographie
- François Gérard, Portrait de François-Gédéon Reverdin, 1796, huile sur bois, Museum of Fine Arts, Houston[1]
- Jean-Auguste-Dominique Ingres, Portrait de François-Gédéon Reverdin, 1823, crayon de graphite, musée d’art et d’histoire de Genève[6]